# Myonia munda
Myonia munda är en fjärilsart som beskrevs av Walker 1864. Myonia munda ingår i släktet Myonia och familjen tandspinnare. Inga underarter finns listade i Catalogue of Life.